# Gonzalo Garland

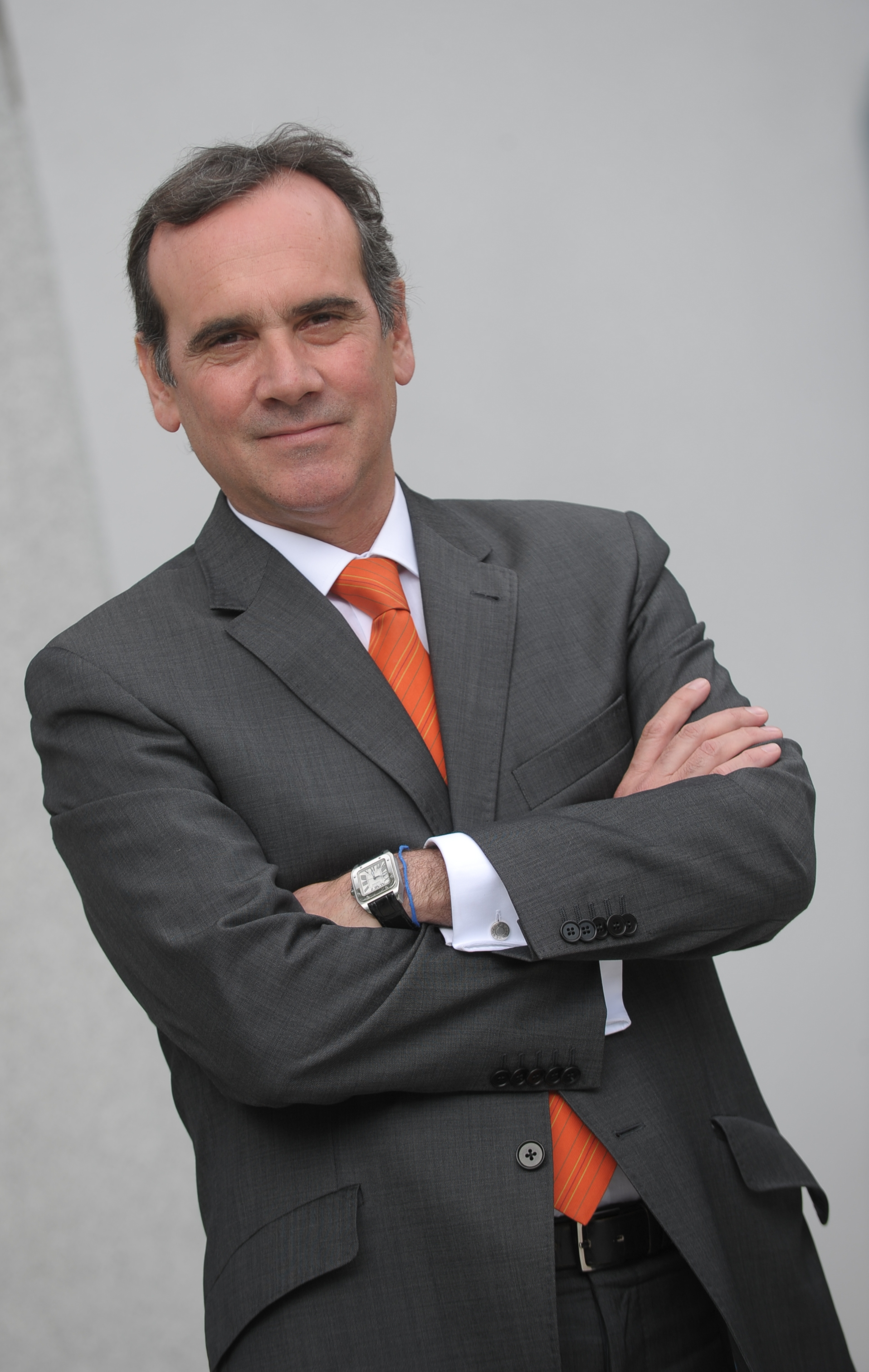
Gonzalo Garland es economista y Vicepresidente de Relaciones Externas del IE Business School

Gonzalo Garland (Lima, Perú, 17 de abril de 1959) es profesor de Macroeconomía, Vicepresidente de Relaciones Externas del IE Business School y consultor internacional sobre economías emergentes. Ha estudiado los efectos económicos de los cambios demográficos en países en desarrollo y en Japón, destacando sus estudios sobre perspectivas a largo plazo del Perú.

## Biografía
Nació en una familia del Perú conectada al mundo de los negocios de Sudamérica. Se graduó en Economía en la Universidad del Pacífico en Lima, 1980, y fue profesor en la misma universidad. En 1984 obtuvo su Máster en Economía por la Universidad de Stanford, y en 1989 comenzó sus estudios de doctorado en la Universidad de Pensilvania, donde fue ayudante de investigación de los profesores Lawrence Klein y Albert Ando. En 1994 se trasladó a España donde ha tenido diferentes responsabilidades en el IE Business School.
Como economista e investigador formó parte del Grupo de Análisis para el Desarrollo (GRADE), donde fue director ejecutivo. Director adjunto de planificación, seguros y control y el Banco Industrial, en el que fue miembro del consejo de directores. También ejerció de consultor de la UNESCO en Venezuela. Ha contribuidocon su estudio de caso España: de la Transición a la modernidad, por lo que ha colaborado asiduamente con los medios de comunicación para la comprensión de la crisis financiera y macroeconómica. Desde entonces forma parte del IE Business School como profesor de entorno económico y mercados emergentes, siendo uno de los impulsores de la proyección internacional de la escuela de negocios.